# Adrenalin: Fear the Rush (película)
Adrenalin: Fear the Rush (Adrenalina en España e Hispanoamérica) es una película del año 1996, dirigida y escrita por Albert Pyun y protagonizada por Christopher Lambert y Natasha Henstridge. 

## Argumento
Ambientada en Boston, la película trata sobre un mundo post-holocausto asolado por la pobreza y el crimen. Un virus altamente contagioso y mortal se ha filtrado, matando a miles de personas. En un campo de refugiados de Boston, donde se alojan los inmigrantes extranjeros durante el período de cuarentena, un peligroso asesino infectado con el virus amenaza con contagiar a la mayor cantidad posible de gente. Un equipo de oficiales (Christopher Lambert y Natasha Henstridge) es el encargado de encontrarlo y detenerlo.